# ماتينها
ماتينها (بالبرتغالية: Matinha‏)؛ بلدية في ولاية مارانهاو في المنطقة الشمالية الشرقية من البرازيل. تحتوي البلدية على جزء من منطقة حماية البيئة بايكسادا مارانينس بمساحة تصل إلى 1,775,035 هكتار، والتي تم إنشاؤها في عام 1991، وكانت أحد مواقع رامسار منذ عام 2000.